# Eulithis gracilineata
Eulithis gracilineata là một loài bướm đêm thuộc họ Geometridae. Nó được tìm thấy ở miền đông Canada phía nam đến Florida. It has also been collected phía tây đến Saskatchewan và miền trung Alberta, ở đó nó is rare.
Sải cánh dài 35–40 mm.
Ấu trùng ăn các loài Vitis và Parthenocissus.